# Dwór w Pławidle
Dwór w Pławidle – zabytkowy dwór na północnym skraju wsi Pławidło, w powiecie słubickim na terenie województwa lubuskiego.

## Opis
Budynek nawiązuje do XIX-wiecznych form dworów Nowej Marchii. Parterowy z piwnicą i poddaszem, wzniesiony na planie prostokąta. Nakryty wysokim dachem naczółkowym wykonanym z dachówki karpiówki, ułożonej w koronkę. Większość okien zachowana w oryginalnej formie, choć pozostałości haków przy oknach wskazuje na istnienie wcześniej zewnętrznych okiennic.
Do połowy lat 50. XX w. budynek pełnił rolę strażnicy Wojsk Ochrony Pogranicza, potem ulokowano tu Państwowe Gospodarstwo Rolne (biura i świetlica na parterze oraz część mieszkalna na poddaszu).
W latach 60. XX w. wykonano remont kapitalny elewacji i częściowo stolarki okiennej, w latach 70. wyodrębniono część mieszkalną również na parterze, a w latach 80. przełożono pokrycie dachowe.